# Daniel Royer
Daniel Royer (Schladming, 22 maggio 1990) è un ex calciatore austriaco, di ruolo centrocampista.

## Carriera

### Club
Dopo aver iniziato la sua carriera nel Pasching, nel 2010 si trasferisce al Ried. Alla fine del calciomercato dell'estate 2011 viene acquistato dall'Hannover 96. Il 24 giugno 2013, viene acquistato dall'Austria Vienna.

### Nazionale
Dopo aver giocato più volte con la nazionale austriaca Under-21, debutta con la nazionale maggiore il 3 giugno 2011, nella partita contro la Germania, terminata 1-2, in cui prende il posto di Martin Harnik.

## Statistiche

### Cronologia presenze e reti in Nazionale
| Cronologia completa delle presenze e delle reti in nazionale ― Austria | Cronologia completa delle presenze e delle reti in nazionale ― Austria | Cronologia completa delle presenze e delle reti in nazionale ― Austria | Cronologia completa delle presenze e delle reti in nazionale ― Austria | Cronologia completa delle presenze e delle reti in nazionale ― Austria | Cronologia completa delle presenze e delle reti in nazionale ― Austria | Cronologia completa delle presenze e delle reti in nazionale ― Austria | Cronologia completa delle presenze e delle reti in nazionale ― Austria |
| Data                                                                   | Città                                                                  | In casa                                                                | Risultato                                                              | Ospiti                                                                 | Competizione                                                           | Reti                                                                   | Note                                                                   |
| ---------------------------------------------------------------------- | ---------------------------------------------------------------------- | ---------------------------------------------------------------------- | ---------------------------------------------------------------------- | ---------------------------------------------------------------------- | ---------------------------------------------------------------------- | ---------------------------------------------------------------------- | ---------------------------------------------------------------------- |
| 3-6-2011                                                               | Vienna                                                                 | Austria                                                                | 1 – 2                                                                  | Germania                                                               | Qual. Euro 2012                                                        | -                                                                      |                                                                        |
| 7-6-2011                                                               | Graz                                                                   | Austria                                                                | 3 – 1                                                                  | Lettonia                                                               | Amichevole                                                             | -                                                                      |                                                                        |
| Totale                                                                 |                                                                        | Presenze                                                               | 2                                                                      |                                                                        | Reti                                                                   | 0                                                                      |                                                                        |

## Palmarès

### Club
- MLS Supporters' Shield: 1

New York Red Bulls: 2018